# اوبتشوو
اوبتشوو (به چکی: Občov) یک منطقهٔ مسکونی در جمهوری چک است که در ناحیه پریبرام واقع شده‌است.